# Tamboril (ort i Dominikanska republiken, Santiago, lat 19,49, long -70,61)
Tamboril är en ort i Dominikanska republiken.   Den ligger i provinsen Santiago, i den centrala delen av landet, 130 km nordväst om huvudstaden Santo Domingo. Tamboril ligger 266 meter över havet och antalet invånare är 23 304.
Terrängen runt Tamboril är kuperad åt nordost, men åt sydväst är den platt. Runt Tamboril är det tätbefolkat, med 257 invånare per kvadratkilometer. Närmaste större samhälle är Santiago de los Caballeros, 9,7 km väster om Tamboril. Omgivningarna runt Tamboril är en mosaik av jordbruksmark och naturlig växtlighet.